# 4527 Schoenberg
4527 Schoenberg este un asteroid din centura principală, descoperit pe 24 iulie 1982 de Edward Bowell.